# NGC 5349
NGC 5349 (другие обозначения — UGC 8803, MCG 6-31-5, ZWG 190.72, ZWG 191.6, IRAS13510+3807, PGC 49336) — спиральная галактика с перемычкой (SBb) в созвездии Гончие Псы.
Этот объект входит в число перечисленных в оригинальной редакции «Нового общего каталога».